# Langue accentuelle
 (février 2023).
Si vous disposez d'ouvrages ou d'articles de référence ou si vous connaissez des sites web de qualité traitant du thème abordé ici, merci de compléter l'article en donnant les références utiles à sa vérifiabilité et en les liant à la section « Notes et références ».
Une langue accentuelle est, en typologie rythmique, une langue dans laquelle ce sont les accents toniques qui rythment la phrase.
L'anglais, l'allemand, l’espagnol, l’italien, le portugais, le néerlandais, le russe et l’ukrainien constituent des exemples de langues accentuelles.